# Свети Георги (Гермиян)
Вижте пояснителната страница за други значения на Свети Георги.
„Свети Великомъченик Георги“ или „Свети Георгий“ (на македонска литературна норма: „Свети Георгиј“) е възрожденска църква в битолското село Гермиян, част от Преспанско-Пелагонийската епархия на Македонската православна църква – Охридска архиепископия.
Църквата е гробищен храм, разположен в западната част на Долната махала (Долно село). Издигната е в 1860 година. Представлява едкоробна, каменна сграда, засводена с полукръгъл и вход от южната страна, декорирана со фрески и икони. През Първата световна война, когато Гермиян е на фронтовата линия, църквата е цялостно разрушена. В 1925 година е обновена и изписана, а в към 1990 година е отново обновена.